# Арамиљ
Арамиљ (рус. Арамиль) град је у Русији у Свердловској области. Према попису становништва из 2010. у граду је живело 14221 становника.

## Становништво
| 1959.  | 1970.  | 1979.  | 1989.  | 2002.  | 2010.  |
| ------ | ------ | ------ | ------ | ------ | ------ |
| 11.472 | 12.993 | 13.382 | 13.584 | 15.076 | 14.221 |